# Vùng liên bang Bắc Kavkaz

Vị trí Vùng liên bang Bắc Kavkaz / Vùng kinh tế Bắc Kavkaz trên bản đồ Liên bang Nga.

Vùng liên bang Bắc Kavkaz (tiếng Nga: Се́веро-Кавка́зский федера́льный о́круг, Severo-Kavkazsky federalny okrug) là một trong 8 vùng liên bang của Nga. Vùng này nằm ở phần cực tây nam của Nga và thuộc vùng địa lý Bắc Kavkaz. Vùng này được tách ra từ Vùng liên bang Phía Nam vào ngày 19 tháng 1 năm 2010.
Dân số của vùng là 8.933.889 người theo điều tra dân số năm 2002, diện tích là 170.700 km². Trung tâm hành chính của vùng liên bang là thành phố Pyatigorsk.
Về kinh tế, toàn bộ Vùng liên bang Bắc Kavkaz nằm trong Vùng kinh tế Bắc Kavkaz.
Về quân sự, Vùng liên bang Bắc Kavkaz cùng với Vùng liên bang Phía Nam do Quân khu Nam của Lực lượng vũ trang Liên bang Nga trấn thủ.

## Các chủ thể liên bang
| The map and key are listed in Russian alphabetical order. | The map and key are listed in Russian alphabetical order. | The map and key are listed in Russian alphabetical order. | The map and key are listed in Russian alphabetical order. |
| #                                                         | Cờ                                                        | Chủ thể liên bang                                         | Thủ phủ/Trung tâm hành chính                              |
| --------------------------------------------------------- | --------------------------------------------------------- | --------------------------------------------------------- | --------------------------------------------------------- |
| 1                                                         |                                                           | Cộng hòa Dagestan                                         | Makhachkala                                               |
| 2                                                         |                                                           | Cộng hòa Ingushetia                                       | Magas                                                     |
| 3                                                         |                                                           | Cộng hòa Kabardino-Balkar                                 | Nalchik                                                   |
| 4                                                         |                                                           | Cộng hòa Karachay-Cherkess                                | Cherkessk                                                 |
| 5                                                         |                                                           | Cộng hòa Bắc Ossetia-Alania                               | Vladikavkaz                                               |
| 6                                                         |                                                           | Vùng Stavropol                                            | Stavropol                                                 |
| 7                                                         |                                                           | Cộng hòa Chechen                                          | Grozny                                                    |